# Bao Xun
Bao Xun chinesisch 鮑勛 / 鲍勋, Pinyin Bào Xūn ist eine Figur in Luo Guanzhongs historischem Roman Die Geschichte der Drei Reiche. Darin ist er ein Minister der Wei-Dynastie.
Der Warlord Cao Cao nimmt ihn bei sich auf, nachdem sein Vater Bao Xin gefallen war. Bao Xun wird für seine Freimütigkeit bekannt und redet stets frei von der Leber weg, was seinen Herrn auch oft verärgert. Nach Cao Caos Tod wird Bao Xun von seinem Nachfolger Cao Pi einige Male degradiert und schließlich hingerichtet.